# Маргарита Лотарингская (1463—1521)
Маргарита Лотарингская (1463—1521) — святая Римской католической церкви, герцогиня Алансонская в браке с герцогом Рене, позже монахиня Клариссинского ордена.
Канонизирована в 1921 году. День поминовения — 2 ноября.

## Герцогиня Алансона
Маргарита Лотарингская была младшей дочерью графа де Водемон Ферри II и Иоланды Анжуйской. Потеряла отца, когда ей было семь лет, и воспитывалась в Экс-ан-Провансе своим дедушкой Рене Анжуйским. Когда тот умер в 1480 году, её отправили обратно в Лотарингию к брату — Рене II. Он устроил её брак с Рене, герцогом Алансонским, свадьба состоялась в Туле 14 мая 1488 года.
У супругов было трое детей:
- Карл IV (2 сентября 1489 — 11 апреля 1524), герцог Алансона и граф Перша с 1492 года, граф Арманьяка и Фрезенсака и виконт Родеза с 1497 года
- Франсуаза (ок. 1490 — 14 сентября 1550), герцогиня де Бомон и дю Мэн с 1543; 1-й муж: с 1505 года Франсуа II, герцог де Лонгвиль; 2-й муж: с 1513  года Карл IV де Бурбон, герцог Вандома
- Анна (30 октября 1492 — 12 октября 1562), дама де Ла Герш, регент Монферрато в 1518—1530 годах; муж: с 1508 года Гильом XI Джованни, маркиз Монферрато

## Монахиня
Овдовев в 1492 году, занялась управлением герцогством и воспитанием детей. Когда дети выросли, решила отказаться от мирской жизни и удалилась в монастырь Мортане. Позже привезла с собой в Аржантан некоторых из этих монахинь, и с разрешения папы римского основала клариссинский монастырь.
Постриглась в монахини 11 октября 1520 года. 2 ноября 1521 года, проведя год в аскетизме, умерла в своей келье в возрасте 62 лет. После закрытия монастыря её тело было передано церкви Сен-Жермен в Аржантане. В 1793 году во время Французской революции его осквернили и бросили в место общего захоронения.